# 프리즘

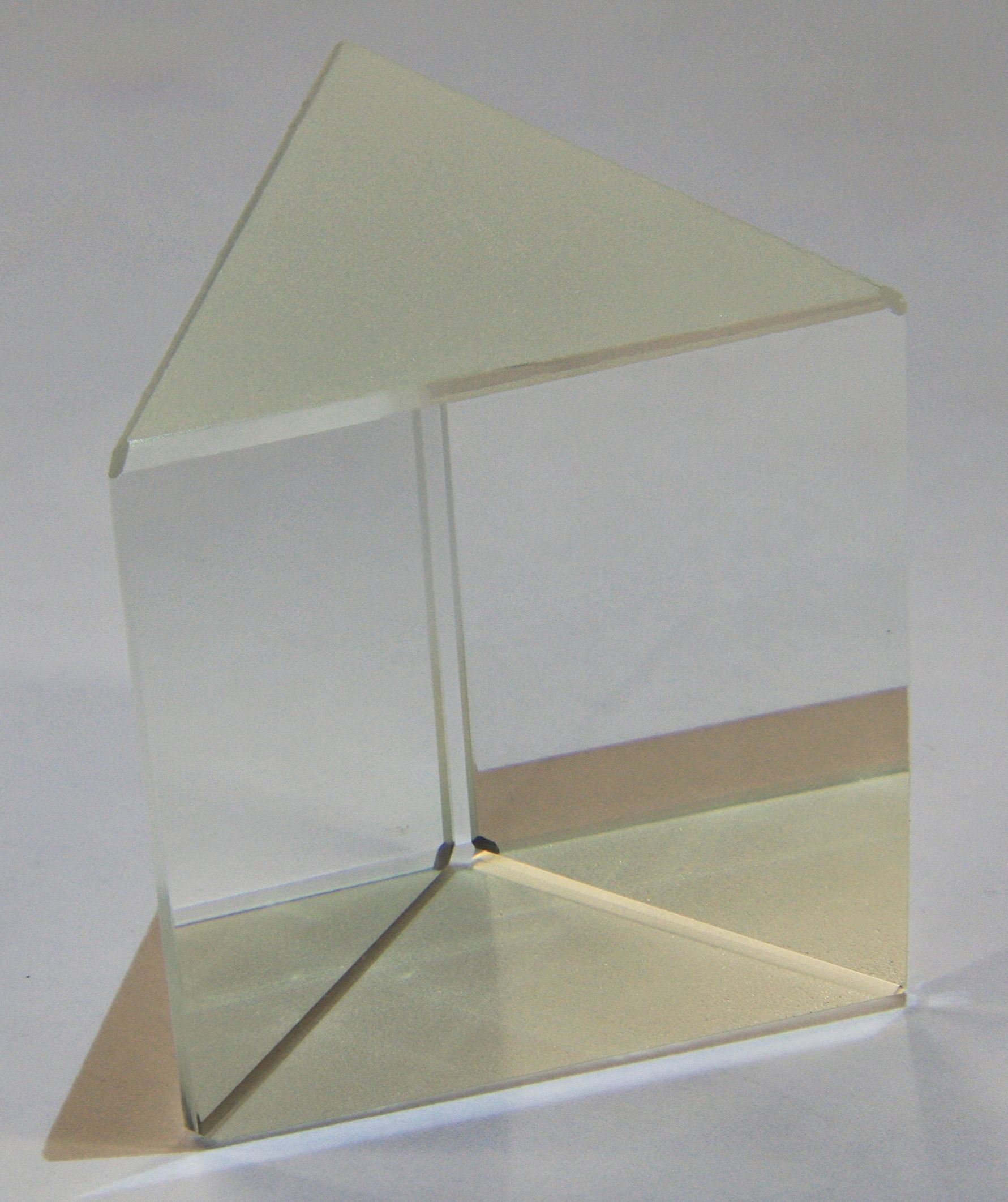
플라스틱 프리즘.

프리즘(Prism)은 빛을 굴절, 분산시키는 광학 도구이다. 일반적인 프리즘은 단면의 모양이 정삼각형이고 표면은 평탄하며 유리와 같은 투명한 재질로 이루어져 있다. 영어의 프리즘은 각기둥을 뜻하기도 하나 한국어에서는 광학 도구를 가리키는 말로만 쓰인다. 프리즘은 대개 유리로 만들지만 빛의 파장을 통과시킬 수 있는 것이라면 어떠한 재질이든 상관없이 프리즘으로 사용될 수 있다.
일반적으로 삼각기둥 모양을 프리즘으로 사용하는 이유는 다른 모양의 기둥보다 삼각기둥의 모양으로 인하여 굴절이 더욱 잘 이루어지기 때문이다.

## 원리

프리즘을 통과하는 빛의 분산

빛은 공기와 유리같은 서로 다른 매질을 통과할 때 두 매질의 경계면에서 굴절한다. 이때 굴절하는 각도는 파장에 따라 다르다.(호이겐스의 원리) 특정한 파장의 빛이 두개의 투명한 매질을 통과하는 빛의 굴절률은 매질마다 고유한 값을 갖는다.(스넬의 법칙)
가시광선은 매우 다양한 파장의 연속적인 집합체이다. 프리즘을 통과하는 가시광선은 각각의 파장에 따라 서로 다른 각도로 굴절하며 두번의 굴절을 통해 분산된다. 분산된 가시광선은 파장에 따라 빨강에서 보라에 이르는 색을 띠게 된다. 그 결과 프리즘을 통과한 가시광선은 무지개와 같은 스펙트럼을 나타낸다. (그림 참조)
일정한 조건에서 프리즘은 전반사를 일으킨다. 이러한 성질을 이용하여 프리즘을 거울과 같이 사용할 수 있다.

## 프리즘과 광학
아이작 뉴턴 이전 시기에 일반적인 인식은 가시광선은 색이 없다는 것이었다. 뉴턴은 프리즘을 통한 실험을 통해 빛을 분산, 결합하여 가시광선 안에 이미 모든 색상이 들어 있음을 증명하였다. 뉴턴은 자신의 실험을 바탕으로 1704년 《광학》을 집필하였다. 후일 토머스 영과 크리스티안 하위헌스는 가시광선의 분산과 합성을 바탕으로 파장 이론을 성립하였다.

## 프리즘의 종류
프리즘은 주요 용도에 따라 분산용 프리즘과 반사용 프리즘, 그리고 분할용 프리즘으로 나뉘며 각 용도에 따라 다양한 프리즘이 있다.

## 같이 보기
- 각기둥
- 삼각기둥

## 참고 문헌
- I. Newton, Opticks (Royal Society, London, 1704).
- F. J. Duarte and J. A. Piper, Opt. Commun. 43, 303–307 (1982).
- Hecht, Eugene (2001). Optics (4th ed.). Pearson Education. ISBN 0-8053-8566-5.